# Aleš Pajovič

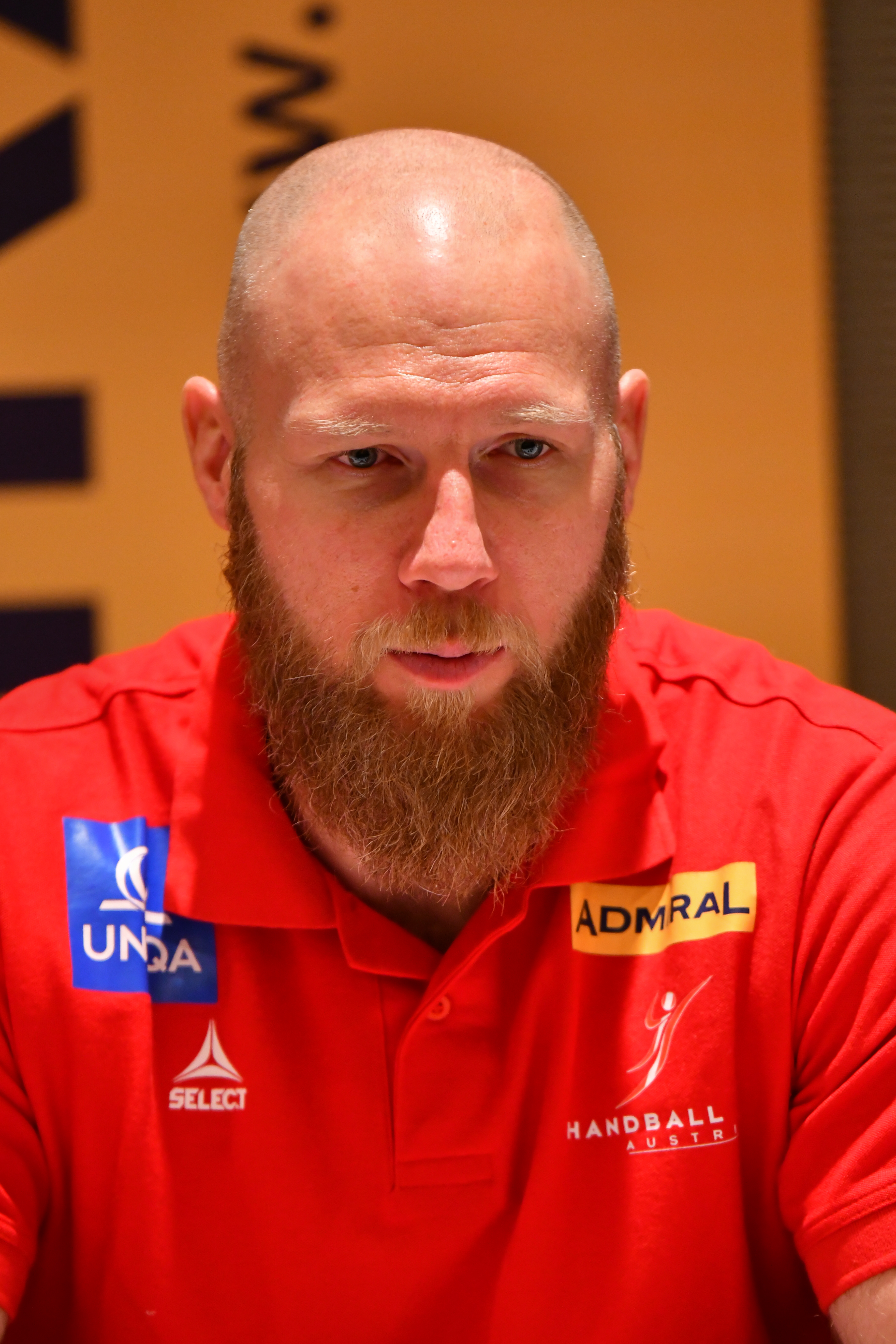
Aleš Pajovič, 2020.

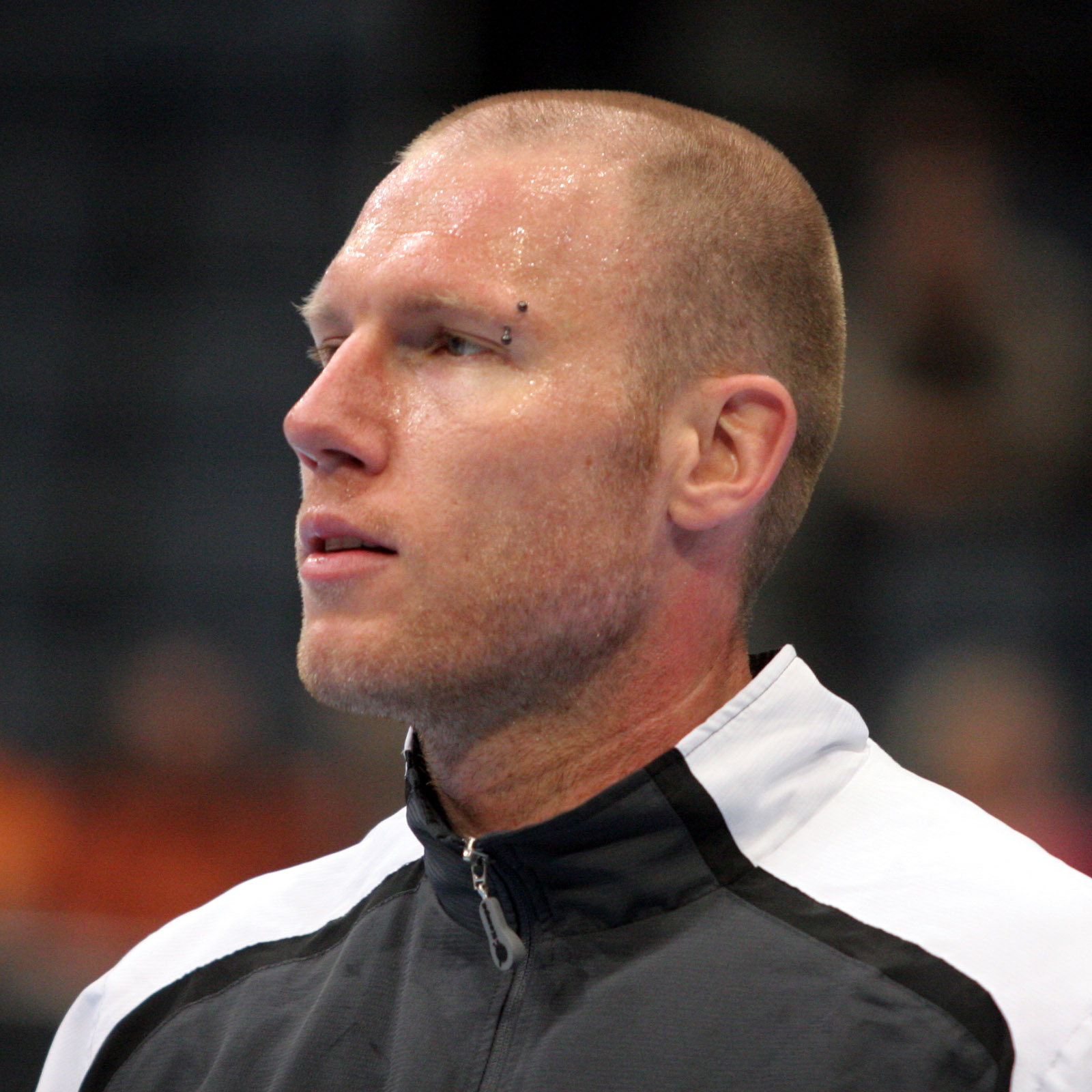
Aleš Pajovič, 2008.

Aleš Pajovič, född 6 januari 1979 i Celje i dåvarande SFR Jugoslavien, är en slovensk handbollstränare och tidigare handbollsspelare (vänsternia). Han spelade 181 landskamper och gjorde 697 mål för Sloveniens landslag. Sedan 2019 är han förbundskapten för Österrikes herrlandslag.

## Klubbar
- RK Celje (–2003)
- BM Ciudad Real (2003–2009)
  - →  THW Kiel (lån, 2007)
- RK Celje (2009–2011)
  - →  HC Shoppingcity Seiersberg (lån, 2011)
- SC Magdeburg (2011–2013)
- TuS Nettelstedt-Lübbecke (2013–2015)
- HSG Graz (2015–2018)